# 张启先
张启先（1925年8月25日—2002年5月25日），男，江苏靖江人，中国机构学及机器人技术专家，中国工程院院士，北京航空航天大学教授。

## 生平
1948年，毕业于厦门大学，获得学士学位1962年，毕业于苏联列宁格勒多科性工学院，获得技术科学副博士、博士学位。
1995年，当选中国工程院院士。